# Gustave Ponton d'Amécourt
Gustave Ponton d'Amécourt ( 16 de agosto de 1825, París-1888, Vizconde) fue un numismático y arqueólogo francés, fue presidente y fundador de la Sociedad Francesa de numismática. Entre sus trabajos de investigación en particular, mantiene sus estudios a fondo de las monedas merovingio entregado a los históricos y arqueológicos de la sociedad de Maine, donde fue un miembro.
Amigo de Félix Nadar y Julio Verne, fue un precursor clave. Académico, estudió matemática, sánscrito, latín y griego, que organiza la Legión de Honor.
La palabra «helicóptero» fue inventado por Gustave Ponton d'Amécourt, del griego helikos (hélice) y pteron (ala). Este término apareció por primera vez el 3 de agosto de 1861 en una solicitud de patente presentada en Inglaterra, luego el 16 de julio de 1862, además del certificado de patentes N.º 49.077 presentada originalmente el 3 de abril de 1861 en Francia. El inventor construyó con Gabriel de La Landelle un pequeño prototipo de helicóptero a máquina de vapor, cuya caldera fue uno de los primeros usos del aluminio. Julio Verne se inspiró para describir el helicóptero de Robur el Conquistador en un folleto publicado en 1863, donde Amécourt describía su invención.